# Chiesa di San Pietro (Maroggia)
La chiesa parrocchiale di San Pietro è un edificio religioso che si trova nel comune di Val Mara, nella frazione di Maroggia, in Canton Ticino.

## Storia
La costruzione viene citata per la prima volta in documenti storici risalenti al 1579, anche se già nel 1640 viene completamente ricostruita. Scavi archeologici hanno evidenziato l'esistenza di fondamenta di un edificio molto più antico, dell'VIII o IX secolo, allungata verso ovest nel corso dell'XI secolo ed affrescata nel XV secolo.

## Descrizione
La chiesa si presenta con una pianta ad unica navata suddivisa in tre campate, sovrastata da una volta a lunetta. Ai lati si aprono alcune cappelle.